# Баккал, Усеин
Усеи́н Бакка́л (крымскотат. Üsein Baqqal, Усеин Бакъкъал; 22 апреля 1897, Симферополь — 20 октября 1973, Чкаловск, Ленинабадская область) — советский танцор, балетмейстер, театральный режиссёр. Основатель современной крымскотатарской хореографии. Провёл в лагерях семь лет. Реабилитирован в 1955 году.

## Биография
Родился 22 апреля 1897 года в Симферополе в семье владельца бакалейной лавки. Мать — Алиме. Баккал был самым младшим ребёнком в семье. Братья — Мамут, Асан, сёстры — Зейнеб-Шерфе, Гульсум-Шерфе. Семья проживала в доме № 32 по улице Токал-Джами мааллеси.
В 1923 году начал работать в Крымскотатарском театре в Симферополе. Являлся актёром, танцором, а также давал сольные концерты. Стал лауреатом Всемирного фестиваля мастеров искусств во Франкфурт-на-Майне (1927). Позже был назначен главным хореографом Крымскотатарского театра.
В 1934 году основал школу крымскотатарского танца. С 1937 по 1938 год — балетмейстер театра оперы и балета, главный балетмейстер Крымскотатарского ансамбля песни и танца. Работал вместе с композитором Ильясом Бахшишем. Как режиссёр поставил спектакли «Легенда о русалке», «Золотая колыбель», «Бахчисарайский фонтан» Александра Пушкина, «Ходжа Насреддин» и «Свадьба продолжается». Поставил танцевальные сюиты «Праздник в деревне», «Чабаны», «Любимая платок», «Первая встреча» и «Высокий минарет».
В 1939 году стал хореографом крымскотатарского ансамбля народного танца «Хайтарма».
В 1942 году, во время немецкой оккупации Крыма, поставил в Крымскотатарском театре спектакли «Бахчисарайский фонтан», «Девушка Арзы» Юсуфа Болата и «Золотая колыбель».
Во время депортации крымских татар в 1944 году был выслан в Таджикскую ССР. Был назначен главным балетмейстером музыкально-драматического театра им. А. Пушкина в Ленинабаде. В 1948 году был арестован и приговорён к 25 годам заключения в исправительно-трудовых лагерях. В 1955 году во время хрущёвской оттепели был реабилитирован и освобождён.
Участвовал в воссоздании ансамбля «Хайтарма» в 1957 году в Узбекской ССР. В Бекабаде создал крымскотатарский ансамбль, а в Чкаловске принял участие в создании любительского театра
Скончался 20 октября 1973 года в Чкаловске, где и похоронен.

## Семья
Супруга — пианистка Зоре Измайлова. Дочери — Пакизе, Тамилла, Рушена и Ремзие (1926—2021, народный артист Таджикистана, Заслуженный артист Украины, возглавляла ансамбль «Хайтарма» с 1992 по 2016).